# Línea T31 (EMT Madrid)
La línea T31 (a efectos de numeración interna, 454) de la EMT de Madrid une la estación de El Pozo con el intercambiador de Sierra de Guadalupe.

## Características
La línea forma parte de la subred TCT (Transporte al Centro de Trabajo) de la EMT que se puso en marcha a partir de 2007 para crear una serie de líneas de autobús que comunicasen los principales centros de trabajo de Madrid con el intercambiador multimodal más cercano a los mismos.
Esta línea existe como T31 desde el 10 de enero de 2009, si bien su recorrido ya lo hacía antes un Servicio Especial Sierra de Guadalupe - El Pozo, que fue suprimido al crear esta línea de la subred TCT.
Entre ambas cabeceras, situadas junto a estaciones de la red de Cercanías Madrid, la línea atraviesa el Polígono Industrial de Vallecas.

## Horarios
| Lunes a viernes laborables           |                                      |                                      |                                      |                                      |                                      |                                      |                                      |                                      |                                      |                                      |                                      |                                      |                                      |                                      |                                      |                                      |                                      |                                      |                                      |                                      |                                      |                                      |                                      |                                      |                                      |                                      |                                      |                                      |                                      |                                      |                                      |
| FF.CC. El Pozo > Sierra de Guadalupe | FF.CC. El Pozo > Sierra de Guadalupe | FF.CC. El Pozo > Sierra de Guadalupe | FF.CC. El Pozo > Sierra de Guadalupe | FF.CC. El Pozo > Sierra de Guadalupe | FF.CC. El Pozo > Sierra de Guadalupe | FF.CC. El Pozo > Sierra de Guadalupe | FF.CC. El Pozo > Sierra de Guadalupe | FF.CC. El Pozo > Sierra de Guadalupe | FF.CC. El Pozo > Sierra de Guadalupe | FF.CC. El Pozo > Sierra de Guadalupe | FF.CC. El Pozo > Sierra de Guadalupe | FF.CC. El Pozo > Sierra de Guadalupe | FF.CC. El Pozo > Sierra de Guadalupe | FF.CC. El Pozo > Sierra de Guadalupe | FF.CC. El Pozo > Sierra de Guadalupe | Sierra de Guadalupe > FF.CC. El Pozo | Sierra de Guadalupe > FF.CC. El Pozo | Sierra de Guadalupe > FF.CC. El Pozo | Sierra de Guadalupe > FF.CC. El Pozo | Sierra de Guadalupe > FF.CC. El Pozo | Sierra de Guadalupe > FF.CC. El Pozo | Sierra de Guadalupe > FF.CC. El Pozo | Sierra de Guadalupe > FF.CC. El Pozo | Sierra de Guadalupe > FF.CC. El Pozo | Sierra de Guadalupe > FF.CC. El Pozo | Sierra de Guadalupe > FF.CC. El Pozo | Sierra de Guadalupe > FF.CC. El Pozo | Sierra de Guadalupe > FF.CC. El Pozo | Sierra de Guadalupe > FF.CC. El Pozo | Sierra de Guadalupe > FF.CC. El Pozo | Sierra de Guadalupe > FF.CC. El Pozo |
| 06                                   | 07                                   | 08                                   | 09                                   | 10                                   | 11                                   | 12                                   | 13                                   | 14                                   | 15                                   | 16                                   | 17                                   | 18                                   | 19                                   | 20                                   | 21                                   | 06                                   | 07                                   | 08                                   | 09                                   | 10                                   | 11                                   | 12                                   | 13                                   | 14                                   | 15                                   | 16                                   | 17                                   | 18                                   | 19                                   | 20                                   | 21                                   |
| 00 20 40                             | 00 20 40                             | 00 20 40                             | 00 20 40                             | 00 20 40                             | 00 20 40                             | 00 20 40                             | 00 20 40                             | 00 20 40                             | 00 20 40                             | 00 20 40                             | 00 20 40                             | 00 20 40                             | 00 20 40                             | 00 20 40                             | 00                                   | 00 20 40                             | 00 20 40                             | 00 20 40                             | 00 20 40                             | 00 20 40                             | 00 20 40                             | 00 20 40                             | 00 20 40                             | 00 20 40                             | 00 20 40                             | 00 20 40                             | 00 20 40                             | 00 20 40                             | 00 20 40                             | 00 20 40                             | 00                                   |

## Recorrido y paradas

### Sentido Sierra de Guadalupe
La línea inicia su recorrido junto a la estación de El Pozo de la red de Cercanías Madrid, en la Avenida de Entrevías, teniendo su cabecera junto a las líneas 102, 103 y 310. Desde aquí sale en dirección al Polígono Industrial de Vallecas cruzando sobre la Autopista M-40 y entrando en el mismo por el Camino del Pozo del Tío Raimundo.
A continuación, la línea gira a la izquierda para circular por el Camino de Hormigueras en su totalidad, al final del cual llega a la Glorieta de Valdeperdices, donde sale por la calle San Jaime, que recorre hasta el final, teniendo su cabecera en las dársenas del intercambiador de Sierra de Guadalupe en la Avenida de la Democracia.
| Código | Parada                            | Común con                  | Conexiones con Metro y Cercanías | Otros |
| ------ | --------------------------------- | -------------------------- | -------------------------------- | ----- |
| 4837   | ESTACIÓN EL POZO (Av. Entrevías)  | 102 103 310                | El Pozo                          |       |
| 2113   | Camino del Pozo-Luis I            |                            |                                  |       |
| 5039   | Hormigueras-Camino del Pozo       | 130                        |                                  |       |
| 1805   | Hormigueras-Torre Don Miguel      | 130                        |                                  |       |
| 1807   | Hormigueras-Miravete              | 130                        |                                  |       |
| 1809   | Hormigueras-González Dávila       | 130                        |                                  |       |
| 5326   | Hormigueras-Correos               | 130                        |                                  |       |
| 5758   | San Jaime-Sierra Vieja            | 130                        |                                  |       |
| 1813   | San Jaime-Puerto Pozazal          | 130                        |                                  |       |
| 1815   | San Jaime-Sierra Gádor            | 130                        |                                  |       |
| 4693   | Sierra Guadalupe                  | 130 H1                     |                                  |       |
| 1027   | SIERRA GUADALUPE (Av. Democracia) | 54 58 103 130 142 143 E H1 | Sierra de Guadalupe Vallecas     |       |

### Sentido Estación El Pozo
El recorrido de vuelta es idéntico al de la ida pero en sentido contrario.
| Código | Parada                              | Común con                  | Conexiones con Metro y Cercanías | Otros |
| ------ | ----------------------------------- | -------------------------- | -------------------------------- | ----- |
| 1027   | SIERRA GUADALUPE (Av. Democracia)   | 54 58 103 130 142 143 E H1 | Sierra de Guadalupe Vallecas     |       |
| 4694   | Sierra Guadalupe-San Jaime          | 130                        |                                  |       |
| 4704   | San Jaime-Sierra Gádor              | 130                        |                                  |       |
| 1814   | San Jaime-Puerto Pozazal            | 130                        |                                  |       |
| 5759   | San Jaime-Sierra Vieja              | 130                        |                                  |       |
| 5327   | Hormigueras-Correos                 | 130                        |                                  |       |
| 1810   | Hormigueras-González Dávila         | 130                        |                                  |       |
| 1808   | Hormigueras-Miravete                | 130                        |                                  |       |
| 1806   | Hormigueras-Torre Don Miguel        | 130                        |                                  |       |
| 5038   | Hormigueras-Camino del Pozo         |                            |                                  |       |
| 51057  | Camino del Pozo Tío Raimundo-Luis I |                            |                                  |       |
| 4837   | ESTACIÓN EL POZO (Av. Entrevías)    | 102 103 310                | El Pozo                          |       |